# Björkedal
Björkedal är en småort i Finja socken i Hässleholms kommun i Skåne län.

## Befolkningsutveckling
| Befolkningsutvecklingen i Björkedal 1990–2010    | Befolkningsutvecklingen i Björkedal 1990–2010 | Befolkningsutvecklingen i Björkedal 1990–2010 | Befolkningsutvecklingen i Björkedal 1990–2010 | Befolkningsutvecklingen i Björkedal 1990–2010 |
| ------------------------------------------------ | --------------------------------------------- | --------------------------------------------- | --------------------------------------------- | --------------------------------------------- |
|                                                  |                                               |                                               |                                               |                                               |
| År                                               |                                               |                                               | Folkmängd                                     | Areal (ha)                                    |
| 1990                                             | 1990                                          |                                               | 61                                            | 9#                                            |
| 1995                                             | 1995                                          |                                               | 69                                            | 14#                                           |
| 2000                                             | 2000                                          |                                               | 61                                            | 14#                                           |
| 2005                                             | 2005                                          |                                               | 58                                            | 14#                                           |
| 2010                                             | 2010                                          |                                               | 51                                            | 14#                                           |
| 2015                                             | 2015                                          |                                               | 73                                            | 26#                                           |
| Anm.: Kallades "Hässleholm:3" 1990 # Som småort. |                                               |                                               |                                               |                                               |